# Kunanalling
Kunanalling is een spookdorp in de regio Goldfields-Esperance in West-Australië.

## Geschiedenis
In 1895 werd begonnen met het delven naar goud op het 'Kintore-Kunanalling'-goudveld. Reeds dat jaar werd voorgesteld er een dorp te stichten dat '25 Mile' of 'Coonanalling' zou heten. Toen het dorp in 1896 officieel gesticht werd spelde men de naam Kunanalling, volgens de officiële regelgeving voor de spelling van plaatsnamen.
Eind 1897 telde Kunanalling 300 mannelijke en 60 vrouwelijke inwoners.
In 1901 werd het Premier Hotel er geopend. Het had tien kamers, een salon en biljartplaats.
Het dorp is ondertussen verlaten. Er resten nog slechts enkele ruïnes van hotels.

## 21e eeuw
Kunanalling maakt deel uit van het lokale bestuursgebied (LGA) Shire of Coolgardie, waarvan Coolgardie de hoofdplaats is. Het district is de grootste producent van mineralen in de regio Goldfields-Esperance waar een twintigtal mijn- en verwerkingsbedrijven actief zijn.

## Ligging
Kunanalling ligt langs de 'Coolgardie N Road', 580 kilometer ten oostnoordoosten van de West-Australische hoofdstad Perth, 61 kilometer ten westnoordwesten van het aan de Goldfields Highway gelegen Kalgoorlie en 32 kilometer ten noordnoordwesten van het aan de Great Eastern Highway gelegen Coolgardie.

## Klimaat
Kunanalling kent een warm steppeklimaat, BSw volgens de klimaatclassificatie van Köppen.